# Synagoge (Batelov)
Koordinaten: 49° 18′ 51,7″ N, 15° 23′ 47,6″ O

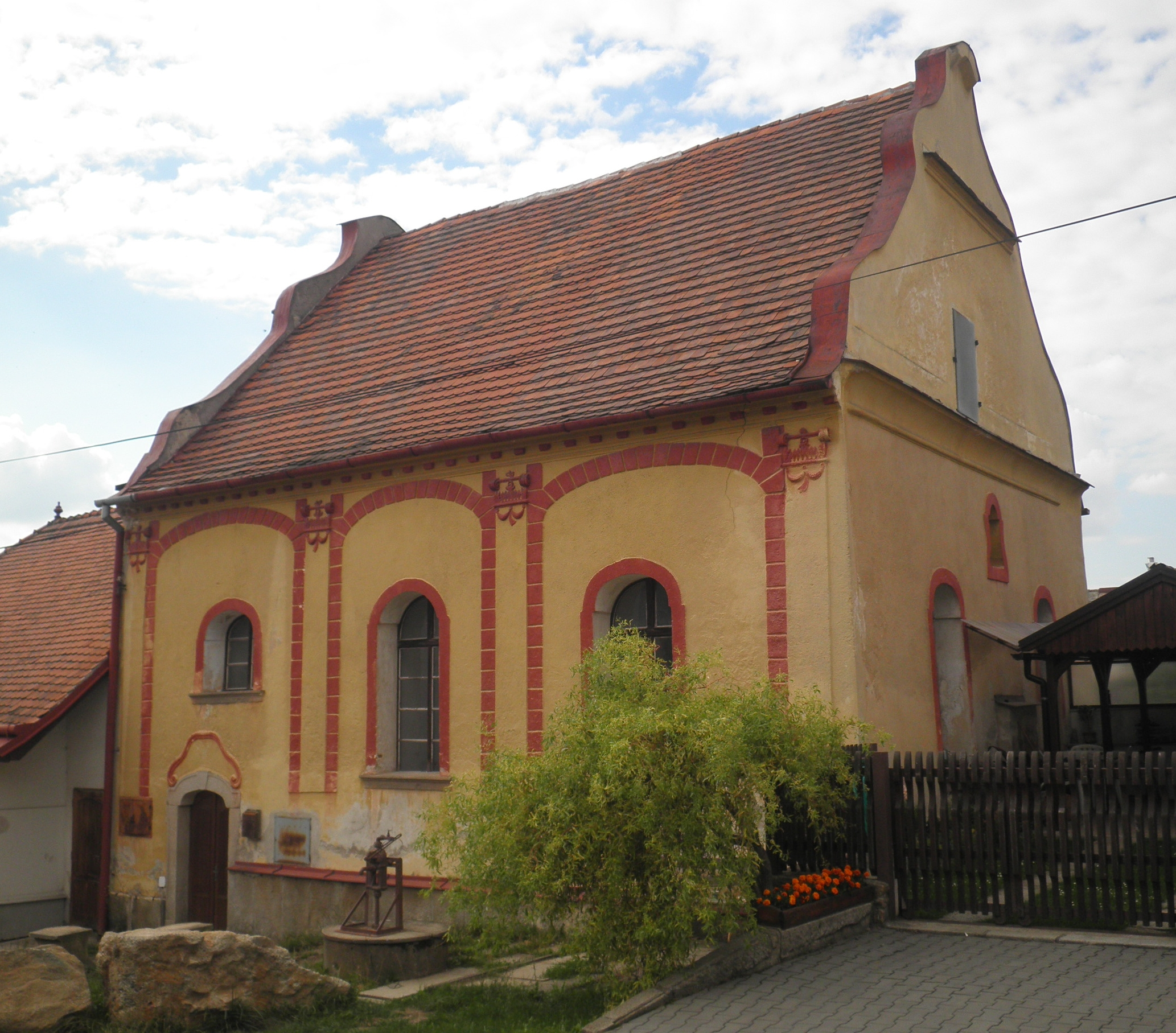
Synagoge in Batelov

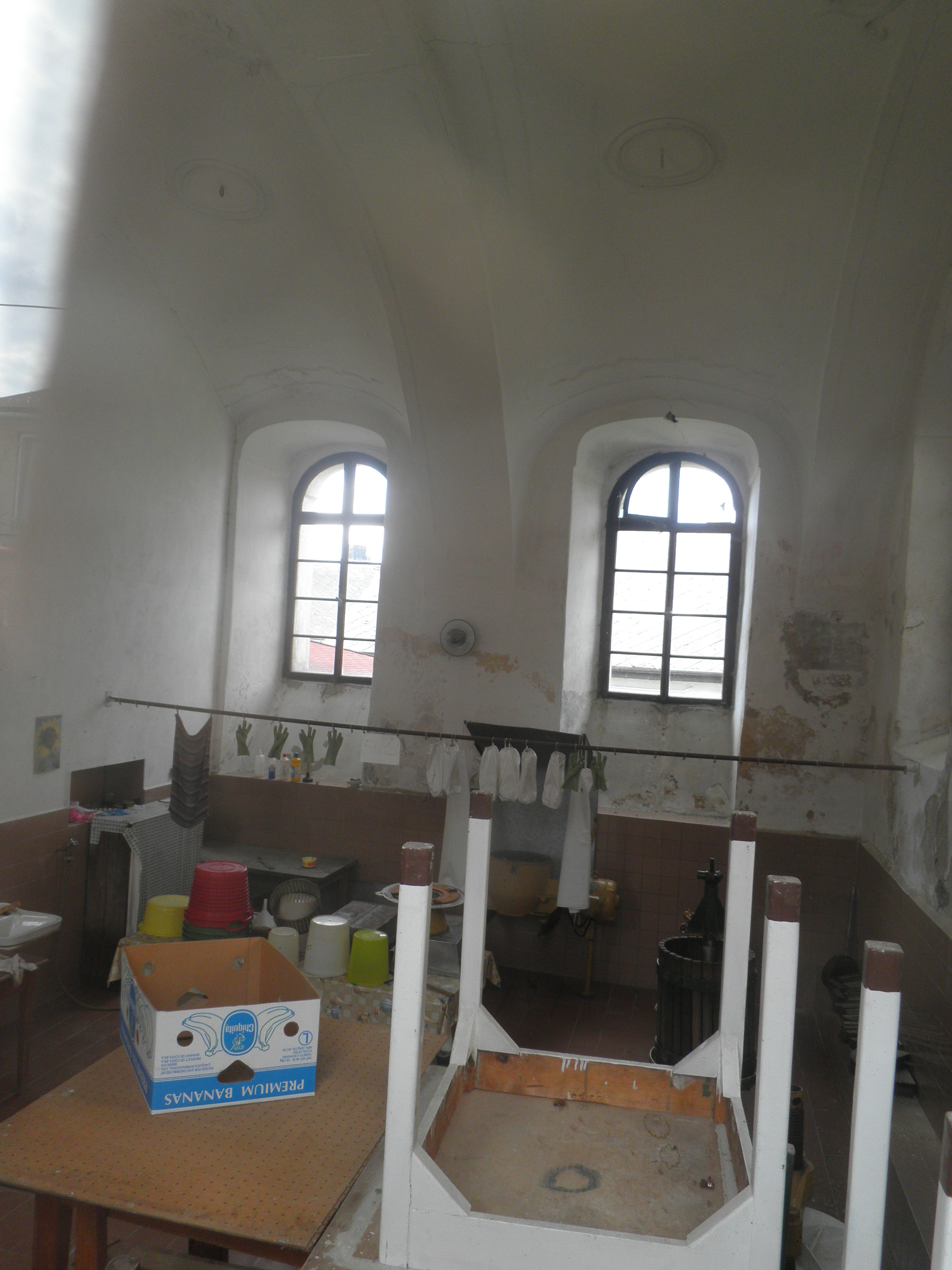
Innenansicht

Die Synagoge in Batelov (deutsch Battelau), einer mährischen Minderstadt im Okres Jihlava der Region Vysočina (Tschechien), wurde um 1795 errichtet. Die profanierte Synagoge ist ein geschütztes Kulturdenkmal.

## Geschichte
In Battelau werden bereits im 15. Jahrhundert Juden erwähnt. Mitte des 19. Jahrhunderts hatte die jüdische Gemeinde in Battelau fast 200 Mitglieder. Die letzten jüdischen Einwohner wurden im Mai 1942 von den deutschen Besatzern in das Ghetto Theresienstadt verschleppt. 
Der Vorgängerbau der heutigen Synagoge wurde bei einem Großbrand vernichtet. Bereits Anfang der 1930er Jahre war die jüdische Gemeinde in Auflösung begriffen. Die Synagoge diente nach 1945 vorübergehend der hussitischen Gemeinde als Gotteshaus. Seit den 1980er Jahren wird das Gebäude anderweitig genutzt.